# Фалбала

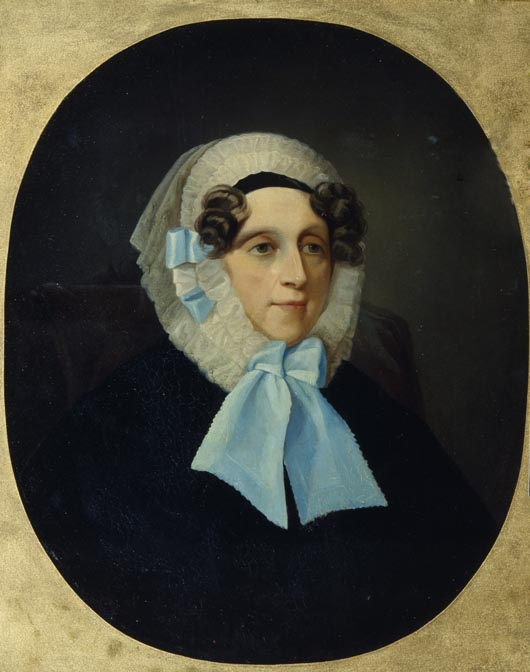
Анна Александровна Голицына. 1830-е

Фалбала́ (фалбара́, фалбола́, фалбо́рка; фр. falbala — «оборка», «волан») — оборка для отделки юбок, чепцов и белья.
В России фалбала появилась в начале XVIII века, когда в моде была широкая оборка на женской юбке. После периода забвения начиная с середины XVIII века вновь появилась в женской одежде XIX века, когда юбка часто состояла из трёх крупных фалбал, и затем опять исчезла с появлением кринолина. Слово «фалбала» ещё использовалось некоторое время в отношении отделки чепцов и белья. Вплоть до середины XIX века пожилые женщины носили чепцы с очень широкой оборкой, закрывавшей лоб и щёки. В романе «Мёртвое озеро» Н. А. Некрасова «фальбала» является признаком старомодности и преклонного возраста. Фальбала также неоднократно упоминается у Ф. М. Достоевского в «Бедных людях», например, в своём последнем письме Макар Девушкин попрекает Вареньку, что она, возможно, прельстилась фальбалой, которую покупает ей Быков, а фальбала-то — тряпица.